# Port lotniczy Maquehue
Port lotniczy Maquehue (IATA: ZCO, ICAO: SCTC) – port lotniczy położony 5 km na południowy zachód od Temuco, w regionie Araucania, w Chile.